# Hertha (Schiff, 1892)
Die Hertha war ein deutsches Passagierdampfschiff.

## Technische Daten
Das Dampfschiff lief 1892 bei Joh. Lange in Grohn bei Vegesack als Sperber vom Stapel. Die 30 Meter lange und 6 Meter breite, mit 108 BRT vermessene Hertha wurde von einer Compound-Dampfmaschine angetrieben. Bei einer Leistung von 250 PS erreichte sie mit einer Antriebsschraube eine Geschwindigkeit von 12,5 Knoten. Sie hatte 7 Mann Besatzung und konnte bei Fahrten in Boddengewässern 217, auf Ostseefahrten 178 Passagiere an Bord nehmen.

## Geschichte
Die Königliche Regierung Schleswig setzte die Sperber, deren Heimathafen Sonderburg war, bis 1914 als Betonnungs- und Bereisungsdampfer ein. Im August 1914 wurde sie von der Kaiserlichen Marine zum Hilfslazarettschiff umgerüstet. Jedoch wurde sie bereits ab dem folgenden Monat als Hilfsstreuminenschiff in der Ostsee eingesetzt.
Ein Stralsunder Reeder erwarb im Juli 1919 das in Hertha umbenannte Schiff. Er setzte es sowohl als Schlepper und Bergungsschiff als auch als Ausflugs- und Passagierlinienschiff ein. Am 2. August 1929 kaufte Alfred Staude, Spediteur und Reeder aus Stralsund, die Hertha. In den Sommermonaten kam sie für Passagierfahrten nach Zingst und Prerow, Rund um Rügen, zur Møns Klint, der Steilküste der dänischen Insel Møn, und an der Küste Hinterpommerns bis nach Rügenwaldermünde zum Einsatz. In der übrigen Zeit wurde sie weiterhin im Schlepp- und Bergungsdienst genutzt.
Die Kriegsmarine teilte die Hertha ab September 1939 der 3. Hafenschutzflottille zu und setzte sie 1945 als Schlepper bei der 3. Minenräumdivision, 4. Gruppe ein. 
Ab Dezember 1940 war Margarete Staude, geborene Kellermann, durch Erbschaft Eigentümerin des Schiffes. Sie erhielt das Schiff, das sich zu dieser Zeit in Kiel befand, erst um 1947. Bis 1948 war es noch im Schifffahrtsregister der Sowjetischen Besatzungszone eingetragen. Beim Germanischen Lloyd registriert, war die Firma Staude (Stralsund) bis zum Abbruch des Schiffes mit letztem Heimathafen Kiel um 1953 als Eigner angegeben.